# هاودیس هولد
هاودیس هولد ثراشتراتوتیر (ایسلندی: Hafdís Huld Þrastardóttir) خواننده و بازیگر اهل ایسلند است.
از فیلم‌هایی که وی در آن‌ها نقش داشته‌است، می‌توان به رؤیای ایسلندی اشاره نمود.